# Yoshiaki Iwasaki
Yoshiaki Iwasaki (岩崎 良明 Iwasaki Yoshiaki?) es un animador y director de anime japonés. Es mayormente conocido por su trabajo en series de anime como Love Hina, Zero no Tsukaima, Hayate no Gotoku!!, Miss Monochrome The Animation, Bokutachi wa Benkyō ga Dekinai, Monster Musume no Oisha-san o Kowloon Generic Romance. 

## Carrera
Iwasaki nació el 6 de octubre de 1964 en la ciudad de San'yōonoda, Prefectura de Yamaguchi, y se crio en la ciudad de Kōbe, Prefectura de Hyōgo. Se graduó en la Facultad de Ingeniería de la Universidad de Chiba, donde durante su etapa universitaria formó parte del club de investigación de anime.
Debutó como director en 1997 con la OVA Shinpi no Sekai El-Hazard Season 2, producida por AIC. En el año 2000, dirigió su primera serie de televisión, Love Hina, producida por el estudio Xebec. Después de recibir una alta valoración por su primer trabajo como director de anime para televisión, se centró principalmente en dirigir obras de comedia romántica, como Zero no Tsukaima.

## Trabajos

### Series de televisión
Destaca papeles con funciones de dirección de series.
| Año  | Título                                                                    | Director(es)                                      | Estudio                      | Funciones                                                                                           | Refs.         |
| ---- | ------------------------------------------------------------------------- | ------------------------------------------------- | ---------------------------- | --------------------------------------------------------------------------------------------------- | ------------- |
| 1990 | Fushigi no Umi no Nadia                                                   | Hideaki Anno Shinji Higuchi (#23-29)              | Gainax Group TAC Dongwoo A&E | Animación clave (#1, 4, 7, 10, 12, 21, 30)                                                          | [ 5 ]         |
| 1991 | Trapp Ikka Monogatari                                                     | Kōzō Kusuba                                       | Nippon Animation             | Asistente de producción (#7, 12, 16, 20)                                                            | [ 6 ]         |
| 1991 | Honō no Tōkyūji: Dodge Danpei                                             | Hiroshi Sasagawa                                  | Animation 21                 | Director de episodios (#10, 14, 23, 27, 33, 36, 45) Guionista gráfico (#23, 45)                     | [ 7 ]         |
| 1992 | Oi! Ryōma                                                                 | Hiroshi Sasagawa Yutaka Kagawa                    | Animation 21                 | Director de episodios (#13, 25, 29, 35)                                                             | [ 8 ]         |
| 1993 | Pokonyan!                                                                 | Hiroshi Sasagawa                                  | Animation 21                 | Guionista gráfico (#14, 56, 73, 93, 95, 117, 146, 166, 169)                                         | [ 9 ]         |
| 1994 | Chō Kuse ni Narisō                                                        | Tetsuya Endō                                      | Studio Kikan                 | Director de episodios (#3, 6, 9, 15, 18) Guionista gráfico (#6, 9, 15, 18, 24)                      | [ 10 ]        |
| 1995 | Tenchi Muyō!                                                              | Hiroshi Negishi                                   | AIC                          | Director de episodios (#1, 6, 12, 20, 25) Guionista gráfico (#20, 25)                               | [ 11 ]        |
| 1995 | Slayers                                                                   | Takashi Watanabe                                  | E&G Films                    | Director de episodios (#7, 14, 20) Guionista gráfico (#5, 20)                                       | [ 12 ]        |
| 1995 | Shinpi no Sekai El-Hazard                                                 | Katsuhito Akiyama                                 | AIC                          | Director de episodios (#1, 6, 10, 16, 23) Guionista gráfico (#17, 23)                               | [ 13 ]        |
| 1996 | Hajime Ningen Gon                                                         | Yutaka Kagawa                                     | Pierrot                      | Director de episodios (#6, 10, 15-16) Guionista gráfico (#6, 10, 14)                                | [ 14 ]        |
| 1996 | Slayers Next                                                              | Takashi Watanabe                                  | E&G Films                    | Director de episodio (#4) Guionista gráfico (#4)                                                    | [ 15 ]        |
| 1996 | Mahō Shōjo Pretty Sammy                                                   | Katsuhito Akiyama                                 | AIC                          | Guionista gráfico (#2, 10)                                                                          | [ 16 ]        |
| 1997 | Shōjo Kakumei Utena                                                       | Kunihiko Ikuhara                                  | J.C.Staff                    | Director de episodio (#29)                                                                          | [ 17 ]        |
| 1997 | Slayers Try                                                               | Takashi Watanabe                                  | E&G Films                    | Director de episodios (#4, 17, 24) Guionista gráfico (#4, 24)                                       | [ 18 ]        |
| 1997 | Battle Athletess Daiundōkai                                               | Katsuhito Akiyama                                 | AIC                          | Director de episodio (#4) Guionista gráfico (#4, 17)                                                | [ 19 ]        |
| 1997 | Fortune Quest L                                                           | Takashi Watanabe Hidekazu Satō                    | E&G Films                    | Director de episodio (#24)                                                                          | [ 20 ]        |
| 1998 | Legend of Basara                                                          | Yoshihiro Takamoto                                | KSS                          | Director de episodio (#5) Guionista gráfico (#5)                                                    | [ 21 ]        |
| 1998 | Brain Powerd                                                              | Yoshiyuki Tomino                                  | Sunrise                      | Director de episodio (#13)                                                                          | [ 22 ]        |
| 1998 | Kareshi Kanojo no Jijō                                                    | Hideaki Anno Hiroki Satō (#16-26)                 | Gainax J.C.Staff             | Director de episodio (#15)                                                                          | [ 23 ]        |
| 1998 | Generator Gawl                                                            | Seiji Mizushima                                   | Tatsunoko Production         | Director de episodios (#2, 8) Guionista gráfico (#2)                                                | [ 24 ]        |
| 1999 | To Heart                                                                  | Naohito Takahashi                                 | OLM                          | Guionista gráfico (#3, 9)                                                                           | [ 25 ]        |
| 1999 | Soreyuke! Uchū Senkan Yamamoto Yōko                                       | Akiyuki Simbo                                     | J.C.Staff                    | Guionista gráfico (#2, 10)                                                                          | [ 26 ]        |
| 1999 | Dual! Parallel Lun-Lun Monogatari                                         | Katsuhito Akiyama                                 | AIC                          | Guionista gráfico (#4, 9)                                                                           | [ 27 ]        |
| 1999 | Turn A Gundam                                                             | Yoshiyuki Tomino                                  | Sunrise                      | Director de episodios (#5, 13)                                                                      | [ 28 ]        |
| 1999 | Chikyū Bōei Kigyō Dai-Guard                                               | Seiji Mizushima                                   | Xebec                        | Director de episodios (#4, 9, 17) Guionista gráfico (#4, 9, 15, 17)                                 | [ 29 ]        |
| 2000 | Love Hina                                                                 | Yoshiaki Iwasaki                                  | Xebec                        | Director Director de episodios (#1-2, 13, 24) Guionista gráfico (#24)                               | [ 3 ]         |
| 2001 | Sister Princess                                                           | Kiyotaka Ohata (#1-12) Ikuji Inada (#13-26)       | Zexcs                        | Guionista gráfico (#4, 10-11, 15, 20, 25)                                                           | [ 30 ]        |
| 2002 | Rikujō Bōeitai Mao-chan                                                   | Yoshiaki Iwasaki                                  | Xebec                        | Director Director de episodios (#1, 22, 26) Guionista gráfico (#1-2, 10, 20, 26)                    | [ 31 ]        |
| 2002 | Kiddy Grade                                                               | Keiji Gotō                                        | Gonzo                        | Guionista gráfico (#22)                                                                             | [ 32 ]        |
| 2003 | Binzume Yōsei                                                             | Yoshiaki Iwasaki                                  | Xebec                        | Director Director de episodios (#1, 13) Guionista gráfico (#1-3, 5, 8, 12-13) Director de animación | [ 33 ]        |
| 2004 | Sensei no Ojikan: Dokidoki School Hours                                   | Yoshiaki Iwasaki                                  | J.C.Staff                    | Director Director de episodios (#OP) Guionista gráfico (#1-2, 20) Supervisión                       | [ 34 ]        |
| 2005 | Mahō Sensei Negima!                                                       | Nobuyoshi Habara (#14-26) Nagisa Miyazaki (#1-13) | Xebec                        | Guionista gráfico (#2)                                                                              | [ 35 ]        |
| 2005 | Gokujō Seitokai                                                           | Tatsuo Takahashi Yoshiaki Iwasaki                 | J.C.Staff                    | Director Guionista gráfico (#OP) Director de unidad (#OP)                                           | [ 36 ]        |
| 2005 | D.C.S.S: Da Capo Second Season                                            | Munenori Nawa                                     | Feel                         | Guionista gráfico (#24)                                                                             | [ 37 ]        |
| 2006 | Inukami!                                                                  | Keizō Kusakawa                                    | Seven Arcs                   | Guionista gráfico (#9)                                                                              | [ 38 ]        |
| 2006 | Zero no Tsukaima                                                          | Yoshiaki Iwasaki                                  | J.C.Staff                    | Director Director de episodios (#1, 13; OP) Guionista gráfico (#1, 13; OP)                          | [ 39 ]        |
| 2006 | Negima!?                                                                  | Shin Ōnuma Akiyuki Simbo                          | Shaft GANSIS                 | Guionista gráfico (#16)                                                                             | [ 40 ]        |
| 2007 | Sky Girls                                                                 | Yoshiaki Iwasaki                                  | J.C.Staff                    | Director Director de episodios (#1, 26) Guionista gráfico (#1, 26)                                  | [ 41 ]        |
| 2008 | Wagaya no Oinari-sama.                                                    | Yoshiaki Iwasaki                                  | Zexcs                        | Director Director de episodios (#1; OP, ED 1) Guionista gráfico (#24; OP, ED 1)                     | [ 42 ]        |
| 2009 | Hayate no Gotoku!!                                                        | Yoshiaki Iwasaki                                  | J.C.Staff                    | Director Director de episodios (#OP 1, ED 1-2) Guionista gráfico (#1, 25; OP 1, ED 1-2)             | [ 43 ]        |
| 2010 | Ōkami-san to Shichinin no Nakama-tachi                                    | Yoshiaki Iwasaki                                  | J.C.Staff                    | Director Director de episodios (#1, 12; OP, ED 2) Guionista gráfico (#1; OP, ED 2)                  | [ 44 ]        |
| 2011 | Kaitō Tenshi Twin Angel: Kyunkyun☆Tokimeki Paradise!!                     | Yoshiaki Iwasaki                                  | J.C.Staff                    | Director Director de episodios (#1; OP, ED) Guionista gráfico (#1; OP, ED)                          | [ 45 ]        |
| 2012 | Zero no Tsukaima F                                                        | Yoshiaki Iwasaki                                  | J.C.Staff                    | Director Director de episodios (#1, 12; OP) Guionista gráfico (#1, 12; OP)                          | [ 46 ]        |
| 2013 | Hentai Ōji to Warawanai Neko.                                             | Yōhei Suzuki                                      | J.C.Staff                    | Director de episodio (#5) Guionista gráfico (#5)                                                    | [ 47 ]        |
| 2013 | Miss Monochrome The Animation                                             | Yoshiaki Iwasaki                                  | Sanzigen Liden Films         | Director Director de episodio (#1) Guionista gráfico (#1)                                           | [ 48 ]        |
| 2013 | Non Non Biyori                                                            | Shin'ya Kawatsura                                 | Silver Link                  | Guionista gráfico (#3)                                                                              | [ 49 ]        |
| 2014 | Escha & Logy no Atelier: Tasogare no Sora no Renkinjutsushi               | Yoshiaki Iwasaki                                  | Studio Gokumi                | Director Guionista gráfico (#1)                                                                     | [ 50 ]        |
| 2015 | Hello!! Kiniro Mosaic                                                     | Tensho                                            | Studio Gokumi                | Guionista gráfico (#6)                                                                              | [ 51 ]        |
| 2015 | Miss Monochrome The Animation 2                                           | Yoshiaki Iwasaki                                  | Sanzigen Liden Films         | Director Director de episodios (#1-5, 8) Guionista gráfico (#1-13)                                  | [ 52 ]        |
| 2015 | Shimoneta to Iu Gainen ga Sonzai Shinai Taikutsu na Sekai                 | Yōhei Suzuki                                      | J.C.Staff                    | Director de episodio (#ED) Guionista gráfico (#ED)                                                  | [ 53 ]        |
| 2015 | Miss Monochrome The Animation 3                                           | Yoshiaki Iwasaki                                  | Sanzigen Liden Films         | Director Director de episodios (#13; OP) Guionista gráfico (#13; OP)                                | [ 54 ]        |
| 2015 | Heavy Object                                                              | Takashi Watanabe                                  | J.C.Staff Sanzigen           | Director de episodio (#21) Guionista gráfico (#17, 20)                                              | [ 55 ]        |
| 2016 | Tanaka-kun wa Itsumo Kedaruge                                             | Shin'ya Kawatsura                                 | Silver Link                  | Guionista gráfico (#5)                                                                              | [ 56 ]        |
| 2016 | Taboo Tattoo                                                              | Takashi Watanabe                                  | J.C.Staff                    | Director de episodios (#1, 4; ED) Guionista gráfico (#1-2; ED)                                      | [ 57 ]        |
| 2017 | Twin Angel Break                                                          | Yoshiaki Iwasaki                                  | J.C.Staff                    | Director Director de episodios (#1; OP, ED) Guionista gráfico (#1; OP, ED)                          | [ 58 ]        |
| 2017 | Vatican Kiseki Chōsakan                                                   | Yoshitomo Yonetani                                | J.C.Staff                    | Director de episodio (#6)                                                                           | [ 59 ]        |
| 2018 | Last Period: Owarinaki Rasen no Monogatari                                | Yoshiaki Iwasaki                                  | J.C.Staff                    | Director Director de episodios (#1, 12; ED) Guionista gráfico (#1, 3, 12; ED)                       | [ 60 ]        |
| 2018 | Kishuku Gakkō no Juliet                                                   | Seiki Takuno                                      | Liden Films                  | Guionista gráfico (#11)                                                                             | [ 61 ]        |
| 2019 | Bokutachi wa Benkyō ga Dekinai                                            | Yoshiaki Iwasaki                                  | Arvo Animation Silver        | Director Guionista gráfico (#1)                                                                     | [ 62 ]        |
| 2019 | Tsūjō Kōgeki ga Zentai Kōgeki de Ni-kai Kōgeki no Okāsan wa Suki Desu ka? | Yoshiaki Iwasaki                                  | J.C.Staff                    | Director Director de episodios (#OP, ED) Guionista gráfico (#OP, ED)                                | [ 63 ]        |
| 2019 | Bokutachi wa Benkyō ga Dekinai!                                           | Yoshiaki Iwasaki                                  | Arvo Animation Silver        | Director Director de episodio (#ED) Guionista gráfico (#5; ED)                                      | [ 64 ]        |
| 2020 | Mewkledreamy                                                              | Hiroaki Sakurai                                   | J.C.Staff                    | Director de episodio (#ED) Guionista gráfico (#ED)                                                  | [ 65 ]        |
| 2020 | Monster Musume no Oisha-san                                               | Yoshiaki Iwasaki                                  | Arvo Animation               | Director Director de episodio (#ED) Guionista gráfico (#1; ED)                                      | [ 66 ]        |
| 2021 | Edens Zero                                                                | Shinji Ishihira Yūshi Suzuki                      | J.C.Staff                    | Director de episodios (#10, 19)                                                                     | [ 67 ]        |
| 2021 | Genjitsushugi Yūsha no Ōkoku Saikenki                                     | Takashi Watanabe                                  | J.C.Staff                    | Guionista gráfico (#9)                                                                              | [ 68 ]        |
| 2022 | Shokei Shōjo no Virgin Road                                               | Yoshiki Kawasaki                                  | J.C.Staff                    | Director de episodios (#2, 8)                                                                       | [ 69 ]        |
| 2022 | Warau Arsnotoria Sun!                                                     | Naoyuki Tatsuwa                                   | Liden Films                  | Guionista gráfico (#6)                                                                              | [ 70 ]        |
| 2023 | Isekai wa Smartphone to Tomo ni 2nd Season                                | Yoshiaki Iwasaki                                  | J.C.Staff                    | Director Director de episodio (#ED) Guionista gráfico (#1, 12; ED)                                  | [ 71 ]        |
| 2023 | Sugar Apple Fairy Tale Part 2                                             | Yōhei Suzuki                                      | J.C.Staff                    | Guionista gráfico (#23)                                                                             | [ 72 ]        |
| 2024 | LV2 kara Cheat datta Moto Yūsha Kōho no Mattari Isekai Life               | Yoshiaki Iwasaki                                  | J.C.Staff                    | Director Director de episodio (#OP) Guionista gráfico (#1; OP)                                      | [ 73 ] [ 74 ] |
| 2025 | Kowloon Generic Romance                                                   | Yoshiaki Iwasaki                                  | Arvo Animation               | Director Director de episodio (#13) Guionista gráfico (#1-2)                                        | [ 75 ] [ 76 ] |
| 2026 | Honzuki no Gekokujō Season 4                                              | Yoshiaki Iwasaki                                  | Wit Studio                   | Director                                                                                            | [ 77 ]        |

### Películas
| Año  | Título                                         | Director(es)     | Estudio | Funciones            | Refs.  |
| ---- | ---------------------------------------------- | ---------------- | ------- | -------------------- | ------ |
| 1988 | Kimagure Orange☆Road: Ano Hi ni Kaeritai       | Tomomi Mochizuki | Pierrot | Animación intermedia | [ 78 ] |
| 2002 | Turn A Gundam I: Chikyūkō                      | Yoshiyuki Tomino | Sunrise | Director de unidad   | [ 79 ] |
| 2006 | Top wo Nerae! & Top wo Nerae 2! Gattai Movie!! | Kazuya Tsurumaki | Gainax  | Animación intermedia | [ 80 ] |

### OVAs
Destaca papeles con funciones de dirección de series.
| Año  | Título                                                    | Director(es)                               | Estudio     | Funciones                                                    | Refs.  |
| ---- | --------------------------------------------------------- | ------------------------------------------ | ----------- | ------------------------------------------------------------ | ------ |
| 1988 | Kidō Keisatsu Patlabor                                    | Mamoru Oshii (#1-6) Naoyuki Yoshinaga (#7) | Studio Deen | Animación intermedia (#1, 3, 5)                              | [ 81 ] |
| 1988 | Top wo Nerae! Gunbuster                                   | Hideaki Anno                               | Gainax      | Animación intermedia (#4-6)                                  | [ 82 ] |
| 1989 | Umi no Yami, Tsuki no Kage                                | Satoshi Dezaki                             | Visual 80   | Animación clave (#2-3)                                       | [ 83 ] |
| 1997 | Shinpi no Sekai El-Hazard Season 2                        | Yoshiaki Iwasaki                           | AIC         | Director Guionista gráfico (#1, 4)                           | [ 2 ]  |
| 1998 | Slayers Excellent                                         | Hiroshi Watanabe                           | J.C.Staff   | Director de episodios (#1-2) Guionista gráfico (#1)          | [ 84 ] |
| 2002 | Love Hina Again                                           | Yoshiaki Iwasaki                           | Xebec       | Director Director de episodio (#3) Guionista gráfico (#1, 3) | [ 85 ] |
| 2004 | Sensei no Ojikan: Dokidoki School Hours OVA               | Yoshiaki Iwasaki                           | J.C.Staff   | Director Director de episodio (#7) Guionista gráfico (#7)    | [ 86 ] |
| 2006 | Sky Girls OVA                                             | Yoshiaki Iwasaki                           | J.C.Staff   | Director                                                     | [ 87 ] |
| 2009 | Hayate no Gotoku!!: Atsu ga Natsuize - Mizugi-hen!        | Yoshiaki Iwasaki                           | J.C.Staff   | Director Guionista gráfico                                   | [ 88 ] |
| 2014 | Kaitō Tenshi Twin Angel: Kyunkyun☆Tokimeki Paradise!! OVA | Yoshiaki Iwasaki                           | J.C.Staff   | Director                                                     | [ 89 ] |

### Especiales
Destaca papeles con funciones de dirección de series.
| Año  | Título                                             | Director(es)                               | Estudio           | Funciones                                                           | Refs.  |
| ---- | -------------------------------------------------- | ------------------------------------------ | ----------------- | ------------------------------------------------------------------- | ------ |
| 2000 | Love Hina Christmas Special: Silent Eve            | Yoshiaki Iwasaki                           | Xebec             | Director Guionista gráfico                                          | [ 90 ] |
| 2001 | Love Hina Haru Special: Kimi Sakura Chiru Nakare!! | Yoshiaki Iwasaki                           | Xebec             | Director Guionista gráfico                                          | [ 91 ] |
| 2012 | Tantei Opera Milky Holmes: Alternative             | Makoto Moriwaki (#1) Yoshiaki Iwasaki (#2) | J.C.Staff Artland | Director (#2) Director de episodios (#1-2) Guionista gráfico (#1-2) | [ 92 ] |